# Ilie Cebanu
Ilie Pavel Cebanu (ur. 29 grudnia 1986 w Kiszyniowie) – mołdawski piłkarz grający na pozycji bramkarza. Jest synem prezydenta mołdawskiej federacji piłkarskiej, Pavla Cebanu.

## Kariera klubowa

### Zimbru Kiszyniów i kluby austriackie
Ilie Cebanu swoją przygodę z piłką zaczynał w wieku 6 lat w drużynie Zimbru Kiszyniów. W tym zespole przeszedł wszystkie szczeble juniorskie i młodzieżowe, aż w wieku 17 lat awansował do pierwszego zespołu Zimbru. Następnie wyjechał do Austrii, do akademii piłkarskiej FC Kärnten Klagenfurt. Po dwóch tygodniach spędzonych w drużynie FC Kärnten Under-19, został włączony do drugiego zespołu FC Kärnten Amateure, gdzie spędził cały sezon. Później przeszedł do 4-ligowego FC St. Veit. W połowie sezonu 2005/06 został zaproszony na testy do rezerw Sturmu Graz. Cebanu przeszedł testy pomyślnie i podpisał półroczny kontrakt z tym klubem. Po sezonie, nie widząc perspektyw na grę w pierwszym zespole Sturmu, przeszedł do klubu drugiej ligi – Kapfenberger SV. W sezonie 2006/07 wystąpił w barwach Kapfenberger SV w jednym spotkaniu, z Admirą Wacker Mödling. Na drugą część sezonu 2006/07 został wypożyczony do klubu SVA Kindberg. Wystąpił tam w 8 spotkaniach w austriackiej Landeslidze.

### Wisła Kraków
2 lipca 2007 roku pojawił się na testach w Wiśle Kraków. Pokazał się na nich z dobrej strony i 8 sierpnia 2007 roku podpisał kontrakt z „Białą Gwiazdą”. W sezonie 2007/08 pełnił rolę trzeciego bramkarza i występował w Młodej Ekstraklasie. 4 maja 2008 roku zadebiutował w Ekstraklasie w barwach Wisły, w meczu z ŁKS-em Łódź. Sezon zakończył zdobyciem mistrzostwa Polski z Wisłą Kraków. Z drużyną Młodej Wisły zwyciężył również w rozgrywkach Młodej Ekstraklasy. Po odejściu Marcina Juszczyka, Ilie Cebanu stał się rezerwowym bramkarzem pierwszego zespołu Wisły Kraków.

## Kariera reprezentacyjna

### Reprezentacje juniorskie i młodzieżowe
Ilie Cebanu wielokrotnie reprezentował barwy juniorskich oraz młodzieżowych reprezentacji Mołdawii. W październiku 2002 roku wystąpił w barwach reprezentacji U-17 w dwóch spotkaniach pierwszej rundy kwalifikacyjnej do Mistrzostw Europy U-17 ze Słowacją oraz Grecją. We wrześniu i w październiku 2004 roku wystąpił w barwach reprezentacji U-19 w trzech meczach rundy kwalifikacyjnej do Mistrzostw Europy U-19, z reprezentacją Ukrainy, Polski oraz Szwajcarii. W marcu 2005 roku wystąpił w dwóch meczach turnieju finałowego eliminacji do Mistrzostw Europy U-19, z reprezentacją Danii oraz reprezentacją Anglii.
Od 2004 do 2008 roku Cebanu występował w reprezentacji młodzieżowej Mołdawii U-21. Zaliczył w niej 18 występów. Grał w meczach eliminacyjnych do Mistrzostw Europy U-21 sezonów 2004–2006, 2006–2007 oraz 2008–2009. 18 sierpnia 2008 roku rozegrał świetne spotkanie przeciwko Niemcom. Od magazynu Kicker otrzymał najwyższą notę spośród wszystkich zawodników występujących na boisku.

### Reprezentacja seniorska
W pierwszej reprezentacji Mołdawii Ilie Cebanu zadebiutował 25 lutego 2006 roku w meczu z reprezentacją Malty. Mecz zakończył się wynikiem 2:0 dla Mołdawii.

## Statystyki

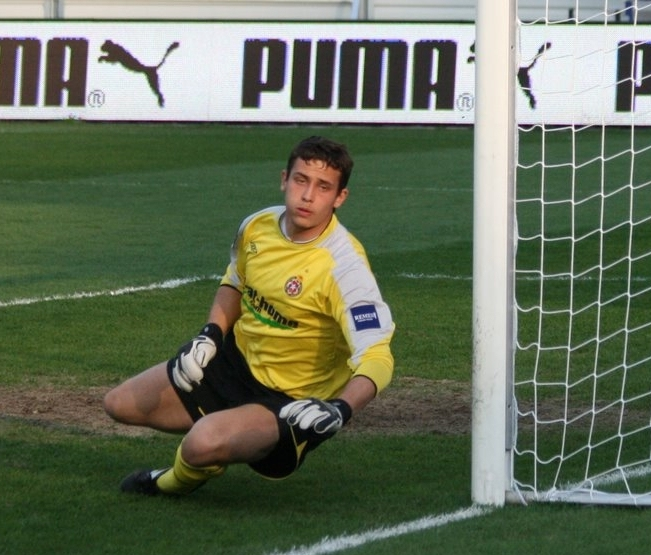
Cebanu w barwach Wisły Kraków

(stan na 13 lutego 2011)
| Klub                | Sezon         | Liga          | Liga  | Liga   | Puchary krajowe | Puchary krajowe | Puchary europejskie | Puchary europejskie | Suma  | Suma   |
| Klub                | Sezon         | Liga          | Mecze | Bramki | Mecze           | Bramki          | Mecze               | Bramki              | Mecze | Bramki |
| ------------------- | ------------- | ------------- | ----- | ------ | --------------- | --------------- | ------------------- | ------------------- | ----- | ------ |
| Kapfenberger SV     | 2006–2007 (j) | Erste Liga    | 1     | 0      | 0               | 0               | –                   | –                   | 1     | 0      |
| SVA Kindberg (wyp.) | 2006–2007 (w) | Landesliga    | 8     | 0      | –               | –               | –                   | –                   | 8     | 0      |
| Wisła Kraków        | 2007–2008     | Ekstraklasa   | 1     | 0      | 1               | 0               | –                   | –                   | 2     | 0      |
| Wisła Kraków        | 2008–2009     | Ekstraklasa   | 0     | 0      | 1               | 0               | 0                   | 0                   | 1     | 0      |
| Wisła Kraków        | 2009–2010 (j) | Ekstraklasa   | 5     | 0      | 2               | 0               | 0                   | 0                   | 7     | 0      |
| Rubin Kazań         | 2010          | Priemjer-Liga | 0     | 0      | 0               | 0               | 0                   | 0                   | 0     | 0      |
| Suma                | Wisła Kraków  | Wisła Kraków  | 6     | 0      | 4               | 0               | 0                   | 0                   | 10    | 0      |

## Osiągnięcia

### Wisła Kraków (ME)
- Młoda Ekstraklasa: 2007/08

### Wisła Kraków
- Ekstraklasa: 2007/08